# Lucila Gandolfo
Lucila Gandolfo (Argentina, 22 de janeiro de 1966) é uma atriz e cantora Argentina que tem se destacado no Teatro Musical, tendo obtido vários prêmios graças a suas interpretações e o grande controle que ela tem sobre sua voz.
Ela também se aventurou no  cinema argentino, e entre seus papéis há especialmente lembrado de seus papéis como protagonista em La Busca de las Secas Leopardo e seu papel no filme "Bien Familiar", um filme musical assim como sua pequena aparição no "segredo de Lucia".
Além disso, ela foi visto na tela  com papéis secundários em séries como  farsantes  e  Esperanza mía ,  interpretou Sharon Benson na série adolescente do Disney Channel  Soy Luna , que lhe rendeu um bom reconhecimento do público jovem e excelentes críticas de seu personagem.

## Filmografia

### Televisão
| Ano       | Programa                      | Canal                 | Personagem        |
| --------- | ----------------------------- | --------------------- | ----------------- |
| 1993      | Cuenteros                     | Canal 9               | Laura Arana       |
| 1994      | Tardes de sol                 | America TV            | Lucy Breatt       |
| 1996      | Secretos y sabores            | Canal de la mujer     | Conductora        |
| 1998      | Operación rescate             | Canal 9               | Cindy             |
| 2005      | Amor en custodia              | Telefe                | Recepcionista     |
| 2006      | Amas de casa desesperadas     | El trece              | Norma             |
| 2006      | Un cortado, historias de café | Televisión pública    | Malena            |
| 2010      | Jake & Blake                  | Disney Channel        | Luisa             |
| 2013      | Farsantes                     | El trece              | Bianca Avellaneda |
| 2015      | Esperanza mía                 | El trece              | Mercedes Arregui  |
| 2016-2018 | Soy Luna                      | Disney Channel        | Sharon Benson     |
| 2017-2018 | Royal Ranch                   | Disney Channel Europa | Anne Marie        |

### Cinema
| Ano  | Filme                                 |
| ---- | ------------------------------------- |
| 1995 | En busca de la foca leopardo          |
| 1999 | Kills family                          |
| 2000 | Mala gente                            |
| 2005 | El nuevo mundo                        |
| 2011 | There be dragons                      |
| 2011 | El secreto de Lucía                   |
| 2015 | Bien de familia, una película musical |
| 2015 | Colonia (película)                    |
| 2016 | CTR Salud, corto I                    |
| 2017 | Maracaibo                             |
| 2017 | CTR Salud, corto II                   |
| 2017 | Canteras Argentinas                   |

### Teatro[1]
| Ano       | Obra                                                                                                 |
| --------- | --- |
| 1990-1992 | Obras de calle                                                                                       |
| 1993      | Educating Rita                                                                                       |
| 1993      | Broadway II                                                                                          |
| 1993      | Romina y Julio                                                                                       |
| 1994      | Film: luz, cámara, canción                                                                           |
| 1994      | Hermanos de sangre                                                                                   |
| 1995      | La noche de la iguana                                                                                |
| 1995      | Coro escolar, un viaje único                                                                         |
| 1996      | Todo corazón                                                                                         |
| 1996-1997 | Master Class                                                                                         |
| 1997      | Caperucita Roja                                                                                      |
| 1998      | Nine                                                                                                 |
| 1998      | Gato con botas, un cuento infantil                                                                   |
| 1999-2000 | Un musical de melancolía, del 31 de diciembre del 99 al 1 de enero del 2000, un gran cambio de siglo |
| 2000      | Pericón.com.ar                                                                                       |
| 2001      | Canciones infantiles                                                                                 |
| 2002      | ¡El mundo colorido de Lucy!                                                                          |
| 2002      | Lucila Gandolfo en concierto                                                                         |
| 2003-2005 | Cantante en los barcos asiáticos                                                                     |
| 2003      | Bellas bailarinas                                                                                    |
| 2004      | Pacific Venus                                                                                        |
| 2004      | Che cabare (unipersonal).                                                                            |
| 2005      | Der Freischütz                                                                                       |
| 2006      | Cinco mujeres con el mismo vestido                                                                   |
| 2006      | La mujer judía                                                                                       |
| 2006      | Besos, abrazos ¡canción!                                                                             |
| 2007      | Canciones del varieté porteño                                                                        |
| 2007      | El niño con el pijama de rayas                                                                       |
| 2009      | Peter Pan, ¡viajemos al país de Nunca Jamás!                                                         |
| 2009      | El fantasma de la ópera                                                                              |
| 2010      | ¡Lucha contra la mala onda!, una comedia musical                                                     |
| 2010      | Drama en el cine                                                                                     |
| 2011      | Truisnes                                                                                             |
| 2012      | La dama rosa                                                                                         |
| 2012-2013 | Master Class                                                                                         |
| 2014      | Primeras damas del musical                                                                           |
| 2014-2015 | La maestra serial                                                                                    |
| 2014      | La ogresa de barracas                                                                                |
| 2014      | París-Broadway International                                                                         |
| 2015      | Madre, cómprame un negro                                                                             |
| 2015      | Dentro del bosque                                                                                    |
| 2017      | Mujeres perfectas                                                                                    |

### Publicidade
- Coca Cola.
- Helmans.
- Cicaticure.

### Discografia
- Lucila Gandolfo en concierto (2002).

- Tango entretenido (2003).

- Che Cabare (2004).

- Canciones líricas (2011).

- Bien de familia (2015).

## Prêmios
| Ano  | Prêmios                        | Categoria                                 | Obra                           | Resultado |
| ---- | ------------------------------ | ----------------------------------------- | ------------------------------ | --------- |
| 1993 | Premios ACE                    | Atriz Revelação                           | Brodway II                     | Venceu    |
| 1994 | Premios ACE                    | Atriz de Elenco em Musical                | luz, camara, canción           | Indicada  |
| 1995 | Premios Martin Fierro          | Atriz de Elenco                           | Tarde de sol                   | Venceu    |
| 1997 | Premios ACE                    | Atriz em Musical                          | Caperucita roja                | Venceu    |
| 2000 | Premios ACE                    | Atriz de Elenco em Musical                | Pericom.com.ar                 | Indicada  |
| 2000 | Premios Independent Spirit     | Atriz Estrangera                          | Kills Family                   | Venceu    |
| 2000 | Premio Clarin                  | Atriz de Elenco                           | Pericon.com.ar                 | Venceu    |
| 2002 | Premios ACE                    | Atriz Protagonista de Musical             | El mundo colorido de Lucy      | Venceu    |
| 2003 | Premios Carlos Gardel          | Melhor Álbum de Artista Femenina em tango | Tango entretenido              | Venceu    |
| 2004 | Premio Clarin                  | Atriz Protagonista                        | Pacifc Venus                   | Venceu    |
| 2006 | Premios ACE                    | Atriz de Elenco                           | 5 mujeres con el mismo vestido | Venceu    |
| 2007 | Premios ACE                    | Protagonista em Drama                     | El niño con el pijama de rayas | Venceu    |
| 2009 | Premios ACE                    | Protagonista Musical                      | El fantasma de la opera        | Venceu    |
| 2011 | Premios Cóndor de Plata        | Atriz de Elenco                           | El secreto de Lucía            | Indicada  |
| 2013 | Premios Martin Fierro          | Melhor Atriz de Elenco                    | Farsantes                      | Indicada  |
| 2013 | Premios Hugo al Teatro Musical | Atriz de Elenco                           | Master Class                   | Venceu    |
| 2014 | Premios ACE                    | Melhor Monologo                           | La maestra serial              | Venceu    |
| 2016 | Deutscher Filmpreis            | Melhor Atriz Estrangera de Elenco         | Colonia                        | Indicada  |

## Ligações Externas
Lucila Gandolfo. no IMDb.